# 煙霧 (クルアーン)
『煙霧』とは、クルアーンにおける第44番目の章（スーラ）。59の節（アーヤ）から成る。
章の冒頭に神秘文字（Muqatta'at）が置かれているもの（計29スーラ）のうちの一つ。